# Curie
För andra betydelser, se Curie (olika betydelser).

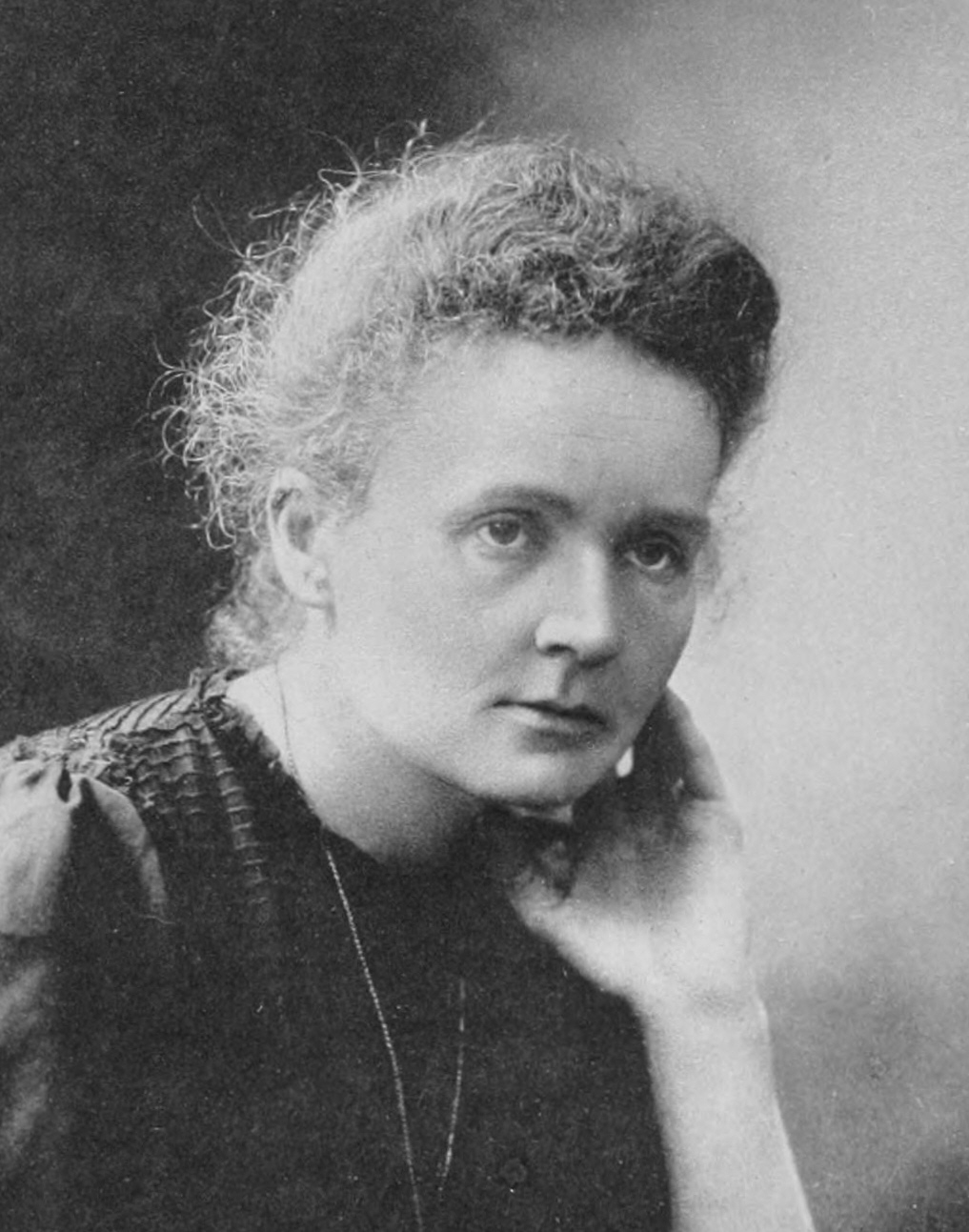
Marie Curie har gett namn åt enheten.

Curie, betecknat Ci, är en äldre enhet för radioaktivitet. Curie är inte en SI-enhet.

## Enheten
1 Ci = 3,7 · 1010 Bq, det vill säga, 1 curie innebär 37 miljarder sönderfall per sekund. Måttet 1 curie definierades ursprungligen som aktiviteten i 1 gram radium.

## Namnet
Enheten är uppkallad efter den fransk-polska kemisten och fysikern Marie Curie som forskade mycket kring radioaktivitet under första delen av 1900-talet och erhöll nobelpris inom båda dessa fält.